# Lijst van personen uit Charleroi
Dit is een lijst van personen uit Charleroi. Het gaat om personen die in de Belgische stad/gemeente Charleroi zijn geboren.

## Geboren in stad/gemeente Charleroi

### A
- Jules Audent (1834-1910), politicus

### B
- André Baudson (1927-1998), politicus
- Georget Bertoncello (1943), voetballer van Italiaanse afkomst
- Jacques Bertrand (1817-1884), zanger
- Jonathan Bourdon (1981), voetbaldoelman
- Victor Bourgeois (1897-1962), architect
- Loris Brogno (1992), voetballer van Italiaanse komaf
- Toni Brogno (1973), voetballer van Italiaanse komaf (oom van Loris)
- Jules Bufquin des Essarts (1849-1914), politicus en journalist
- Emile Buisset (1866-1925), politicus

### C
- Philippe Charlier (1951), politicus
- Emile Chaudron (1885-1946), politicus
- Achille Chavée (1906-1969), aforist en dichter
- Véronique Cornet (1968-2015), politicus
- Alex Czerniatynski (1960), voetballer en -trainer

### D
- Walter Dalgal (1954), wielrenner van Italiaanse komaf
- Philippe Dallons (1952-2001), politicus
- Ferdinand Davaux (1878-1918), chansonnier en cabaretier
- Fabien Debecq (1964), bodybuilder, voetbalbestuurder en ondernemer
- Alisson De Clercq (1982), politicus
- Eugène François de Dorlodot (1783-1869), industrieel en politicus
- Maurice Dehu (1952), politicus
- Carlo Deman (1929), zanger
- Jean-Jacques Desandrouin, (1682-1761), burggraaf, bestuurder en ondernemer
- Edmond Dewandre (1855-1925), politicus
- Franz Drappier (1948-2003), striptekenaar
- Grégory Dufer (1981), voetballer
- Anthony Dufrane (1977), politicus
- William Dunker (1959-2023), zanger
- Charles Dupret (1812-1902), politicus
- René Dupriez (1895-1950), politicus
- Alfred Durieux (1862-1947), politicus

### F
- Edouard Falony (1861-1939), politicus
- Denis Francois (1971), wielrenner
- Léon Furnémont (1861-1927), politicus

### G
- Régis Genaux (1973-2008), voetballer en voetbaltrainer
- Henry George (1891-1976), wielrenner
- Leon Gillis (1913-1977), SS'er
- Marthe Guillain (1890-1974), kunstenares

### H
- Marc Harmegnies (1947), politicus
- Hervé Hasquin (1942), geschiedkundige en politicus
- Michel Hatzigeorgiou (1961), bassist van Griekse afkomst
- Philippe Henry (1971), politicus
- Pierre Herinne (1968), wielrenner
- Léon Houtart (1817-1889), politicus
- François Huart-Chapel (1770-1850), politicus

### I
- Jules Isaac (1830-1885), politicus

### K
- Mehdi Khchab (1991), voetballer
- Emir Kir (1968), politicus

### L
- Philippe Laurent (1944), politicus
- Grégory Lazitch (1992), voetballer
- Georges Lemaître (1894-1966), priester en astrofysicus (uitvinder van de hypothese van de oerknal)
- Marie-Isabelle Lomba (1974), judoka
- Vital Loraux (1925-2013), voetbalscheidsrechter
- Jérémie Luvovadio (2001), voetballer

### M
- Joseph Maréchal (1878-1944), jezuïet, filosoof en psycholoog
- Eric Massin (1963), politicus
- Didier Matrige (1961-2008), kunstschilder en tekenaar
- Felice Mazzu (1966), voetbaltrainer
- Damien Miceli (1984), voetballer
- Thierry Michel (1952), filmregisseur
- Richard Miller (1954), politicus
- Joëlle Milquet (1961), politicus (voormalig partijvoorzitster cdH)
- Léonard Misonne (1870-1943), picturalistisch fotograaf
- Patrick Moriau (1951-2013), politicus

### N
- François-Joseph Navez (1787-1869), neoclassicistisch kunstschilder
- Loïc Nottet (1996-heden), zanger

### O
- Özlem Özen (1978), politicus

### P
- Pietro Perdichizzi (1992), voetballer van Italiaanse komaf
- Silvio Proto (1983), voetballer van Italiaanse komaf

### R
- Benjamin Romeyns (2001), voetballer
- Léon Rosenfeld (1904-1974), natuurkundige

### S
- Véronique Salvi (1973), politicus
- Jean-Paul Spaute (1943-2009), voetballer en -bestuurder

### T
- Alexandre Teklak (1975), voetballer
- Marcel Thiry (1897-1977), schrijver en Waals militant
- Paul Timmermans (1952), politicus
- Louis Troye (1804-1875), politicus

### V
- Jean-Claude Van Cauwenberghe (1944), politicus (minister-president Waals Gewest 2000-2005)
- Danielle Van Lombeek-Jacobs (1968), politicus
- Vittorio Villano (1988), voetballer
- Jean-Jacques Viseur (1946), politicus

### W
- Guillaume Watremez (1985), golfer[1]

### Y
- Edmond Yernaux (1894-1977), politicus

## Geboren in deelgemeenten

### Couillet
- Mischaël Modrikamen (1966), advocaat

### Dampremy
- Guillaume Dumont (1787-1855), industrieel en politicus

### Gilly
- Victor Gillieaux (1832-1898), politicus
- Casimir Lambert (1827-1896), politicus
- Jacques Van Gompel (1947), politicus

### Gosselies
- Ernest Coeckelbergh (1888-1962), politicus
- Jean-Pol Henry (1943), politicus

### Jumet
- André Colasse (1943), voetballer
- Gaston Hercot (1913-1980), politicus
- Joseph Tirou (1876-1952), politicus
- Franz Wangermée (1894-1967), componist, muziekpedagoog en dirigent

### Marchienne-au-Pont
- Jean Caeluwaert (1846-1918), politicus
- Paul de Stexhe (1913-1999), politicus

### Marcinelle
- Charles Delporte (1928-2012), kunstschilder en beeldhouwer
- Jules Destrée (1863-1936), politicus en schrijver
- Paul Pastur (1866-1938), politicus
- Eudore Pirmez (1830-1890), politicus

### Monceau-sur-Sambre
- Charles Moureaux (1902-1976), politicus
- Françoise Remy (1963), architect en stedenbouwkundige

### Mont-sur-Marchienne
- Jacques Culot (1933), voetballer

### Ransart
- Pol Swings (1906-1983), astrofysicus

### Roux
- René George (1898-1968), politicus
- Henri Glineur (1899-1978), politicus